# French Open 1994
Wielkoszlemowy turniej tenisowy French Open w 1994 rozegrano w dniach 23 maja - 5 czerwca, na kortach im. Rolanda Garrosa.

## Zwycięzcy

### Gra pojedyncza mężczyzn
Sergi Bruguera (ESP) - Alberto Berasategui (ESP) 6-3, 7-5, 2-6, 6-1

### Gra pojedyncza kobiet
Arantxa Sánchez Vicario (ESP) - Mary Pierce (FRA) 6-4, 6-4

### Gra podwójna mężczyzn
Byron Black (ZIM) / Jonathan Stark (USA) - Jan Apell / Jonas Björkman (SWE) 6-4, 7-6

### Gra podwójna kobiet
Gigi Fernández (USA) / Natalla Zwierawa (BLR) - Lindsay Davenport / Lisa Raymond (USA) 6-2, 6-2

### Gra mieszana
Kristie Boogert / Menno Oosting (HOL) - Łarysa Neiland (LAT) / Andriej Olchowski (RUS) 7-5, 3-6, 7-5

### Rozgrywki juniorskie
- chłopcy:

Jacobo Diaz (ESP) - Giorgio Galimberti (ITA) 6-3, 7-6 
- dziewczęta:

Martina Hingis (SUI) - Sonya Jeyaseelan (CAN) 6-3, 6-1